# زيد الرفاعي (رياضي)

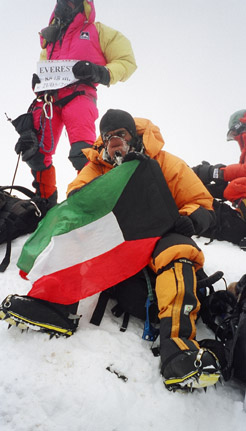
زيد الرفاعي على قمة جبل إفرست

زيد السيد عبد الوهاب الرفاعي (28 أكتوبر 1966) رياضي كويتي متسلق للجبال يعتبر أول عربي يتسلق قمة جبل إفرست والمتسلق الـ 46 حول العالم الذي تسلق القمم الجبلية السبع في القارات السبع الأعلى في العالم، حيث نجح بتسلق قمم أعلى الجبال في العالم على رأسها قمة ايفرست الأعلى في العالم بمحاولته الثانية 2003 في رحلة استغرقت 62 يوماً ونجح في عام 2005 من إكمال تسلق أعلى القمم الجبلية السبع في القارات السبع والتي يرتفع أغلبها أكثر من 8000 متر. يعد الرفاعي أول عربي تسلق قمة ايفرست في عام 2003 وهو أول كويتي وعربي يتسلق القمم السبع التي تعد الأعلى في العالم. وتم اختياره لحمل الشعلة الأولمبية في اولمبياد بكين الذي اقيم عام 2008 لكن تم إلغاء مراسم حمل الشعلة بسبب الزلزال الذي ضرب الصين ذلك العام ثم تم اختياره مرة ثانية لحمل الشعلة الأولومبيا في أولمبياد لندن من قبل شركة سامسونغ للالكترونيات الشريكة الأولمبية لمسيرة تتابع الشعلة الأولمبية لأولمبياد لندن.
عاش فترة من طفولته في فينلندا ودرس المرحلة الجامعية في جامعات الولايات المتحدة الأمريكية في مؤسسات فلوريدا ونيو جيرسي وبينسلفينيا، ومن مراهقته أنه كان يقضي عطله الدراسية في الرحلات والارتحال إلى نيو إنجلند وجبال روكي وغيرها وفي منتصف التسعينات سافر إلى النيبال وهناك أسر من قبل جبال الهيملايا وجبل إفرست. وهو مدير مركز تسلق الجبال العربي ومدير نادي تسلق جبال الألب في محاولة منه إلى تشجيع العرب ونشر ثقافة رياضة تسلق الجبال بينهم.
يتجهز الرفاعي لمشاركاته في تسلق الجبال عادةً بممارسة رياضة الجري وتمارين اليوغا وركوب الدراجة الهوائية وحمل الأثقال. كما شارك الرفاعي في أعمال خيرية أيضاً مثل حملة اغاثة في باكستان ومساهمته في بناء مدارس ومساكن للطلبة في القارة الهندية، كما كان له دور في أعمال خيرية ودعائية لمرض التوحد في دولة الكويت بصورة خاصة ودول الخليج العربي بصورة عامة. وأشار الرفاعي على أنه ينتظر العديد من المشاركات المستقبلية بالنسبة لرياضة التسلق مبيناً أنه بصدد المشاركة في سباق عبور الغراند كانيون (الوادي العظيم) بين ولايتي يوتا وأريزونا في الولايات المتحدة الأمريكية في سبتمبر وذلك بمشاركة 60 رياضياً من مختلف دول العالم وأوضح أنه سيقوم بعبور جبال ووديان بحدود 160 ميلاً أي ما يقارب 257 كيلومتراً لافتاً إلى أن الفترة المحددة لقطع المسافة لا يمكن تحديدها.

## القمم الجبلية السبعة
على ترتيب الوصول
- 1999: دينالي
- 2000: بونتشاك جايا
- 2000: إلبروس
- 2001: جبل كليمنجارو
- 2003: جبل إفرست
- 2004: فينسون ماسيف
- 2004: أكونكاغوا
- 2005: جبل كوسيياسكو

القمم التي وصل إليها وهي أعلى من 8000 متر
- 2003: جبل إفرست
- 2005: تشو أويو

## الوصلات الخارجية
- صفحة زيد الرفاعي على موقع إفرست للأبد
- موقع مركز الرفاعي لتعلم تسلق الجبال
- موقع نادي الرفاعي لتسلق الجبال